# Alhões
Alhões ist eine Ortschaft und ehemalige Gemeinde in Portugal.

## Geschichte
Lusitaner lebten vermutlich hier, in ihrem lange erfolgreichen Kampf gegen die vorrückenden Römer. Der heutige Ort entstand vermutlich erst mit der Siedlungspolitik im Zusammenhang mit der mittelalterlichen Reconquista. Erste Stadtrechte erhielt er 1140. In den königlichen Registern des Jahres 1258 wird der Ort als Aloes geführt, und im Jahr 1527 ist er dort als Lugar d'alhos vermerkt. Alhões gehörte zum Kreis Ferreiros de Tendais. Seit dessen Auflösung 1855 ist Alhões eine Gemeinde des Kreises Cinfães.
Im Zuge der kommunalen Neuordnung Portugals wurde Alhões am 29. September 2013 mit Gralheira, Bustelo und Ramires zur neuen Gemeinde União das Freguesias de Alhões, Bustelo, Gralheira e Ramires zusammengeschlossen. Sitz der neuen Gemeinde wurde Alhões.

## Verwaltung

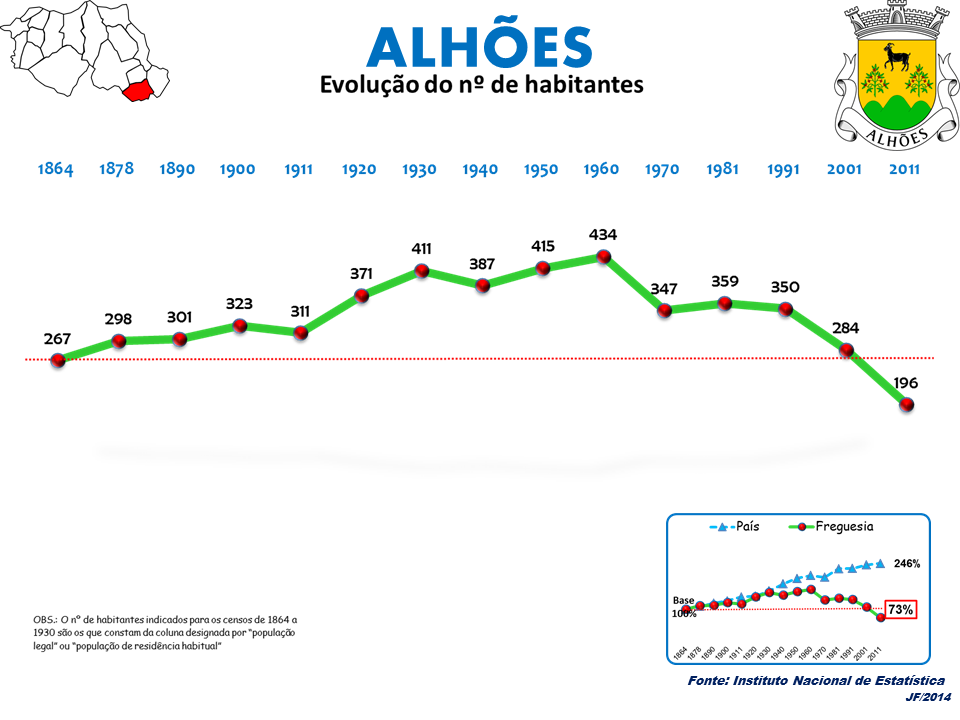
Bevölkerungsentwicklung der Gemeinde Alhões (1864–2011)

Alhões war eine Gemeinde (Freguesia) im Kreis von Cinfães im Distrikt Viseu. Sie hatte 196 Einwohner (Stand 30. Juni 2011) auf einer Fläche von 11,5 km².